# Guilherme Lima
Guilherme Natan de Lima, mais conhecido como Guilherme Lima ou simplesmente Lima (Chapecó, 9 de maio de 1999), é um futebolista brasileiro que atua como meio-campista. Atualmente, defende o Guarani de Campinas - SP.

## Carreira

### Antecedentes
Nascido em Chapecó, Santa Catarina, Lima passou primeiro pelo Avaí, mas foi transferido ao clube de sua cidade-natal, a Chapecoense, na metade de 2014. Pela idade na época, deveria estar na equipe juvenil, mas foi o principal jogador da equipe sub-20.

### Chapecoense
Vivenciou a tragédia do voo LaMia 2933 que matou praticamente metade do time de perto e criou a expectativa de auxiliar na reconstrução da Chapecoense. Ao contrário de outros companheiros da base, precisou aguardar a chance. Lima já foi alvo de grandes clubes brasileiros, quatro fazendo sondagens ao jogador. A Chapecoense se protegeu e renovou o contrato dele até o fim de 2018, porque tinha o interesse de criar um ídolo nascido na cidade. Em 2016, o jogador começou a passar por uma transformação física para ganhar chances na equipe profissional.
Sua primeira oportunidade na equipe profissional veio quando estreou pela Chapecoense em 9 de fevereiro de 2017, entrando como substituto em uma derrota por 2 a 0 fora de casa para o Cruzeiro, pela Primeira Liga de 2017, sendo essa a sua única partida na sua primeira passagem pelo clube catarinense.

### São Paulo
Em 1 de março de 2018, Lima foi emprestado para o São Paulo por um contrato de 1 ano, sendo inicialmente relacionado para o time sub-20, onde conquistou a Copa do Brasil Sub-20 e o Campeonato Brasileiro de Aspirantes.

### Retorno à Chapecoense
Após uma curta temporada no São Paulo, o seu desejo de voltar a defender o time do coração falou mais alto e no início de 2019, ele voltou a vestir a camisa da Chapecoense. Defendendo a equipe sub-20, Lima fez temporada de destaque em 2019. As boas atuações renderam a promoção à equipe profissional, onde o atleta se consolidou como uma das opções do técnico Umberto Louzer.
Sua reestreia no profissional aconteceu em 19 de fevereiro de 2020, entrando como substituto em uma vitória fora de casa por 2 a 0 sobre o Boavista, pela Copa do Brasil de 2020. Em 17 de julho, a Chapecoense renovou com Lima até maio de 2023. O novo contrato prevê progressões salariais de acordo com o desempenho e jogos disputados. Há também uma multa rescisória caso algum clube deseje ter o atleta antes do término do vínculo com a Chapecoense.

## Títulos
Chapecoense
- Campeonato Catarinense: 2016, 2017, 2020
- Copa Sul-Americana: 2016[11]
- Campeonato Brasileiro - Série B: 2020